# Agamia agami
Agamia agami este un stârc de mărime medie. Este o pasăre rezidentă din America Centrală, la sud de Peru și Brazilia. Este singurul membru al genului Agamia. În Brazilia este uneori numit Soco beija-flor, ceea ce înseamnă „stârc-colibri”, datorită modelului său unic de colorare. Stârcul agami este clasificat ca vulnerabil⁠(d) de către IUCN, din cauza distrugerii habitatului din arealul său.